# Ахуба, Уша Погозовна
Уша Погозовна (Богозовна) Ахуба  — передовик сельскохозяйственной отрасли народного хозяйства СССР, новатор сбора зелёного чайного листа, первая женщина-стахановка из Абхазии.
Член ВКП(б)/КПСС с 1932 года. Депутат Верховного Совета СССР 1-го созыва.

## Биография
Трудовую деятельность начала в конце 1920-х годов в колхозе имени Ворошилова Очамчирского района Абхазской АССР на низке табачного листа. Затем перешла на работу на чайные плантации. В 1935 году первой перешла на сбор зелёного чайного листа двумя руками, достигнув показателя 26 килограммов в день при норме сбора 6 килограммов в день. Постоянно совершенствуя технику сбора, в 1938 году достигла среднего показателя 145 килограммов чайного листа в день.
12 декабря 1937 года избрана депутатом Совета национальностей Верховного Совета СССР по Очамчирскому округу Абхазской АССР.
Во время Великой Отечественной войны в феврале 1943 года внесла в фонд постройки самолётов для авиационной эскадрильи «Советская Грузия» сто тысяч рублей личных сбережений.
После войны окончила Московскую сельскохозяйственную академию имени К. А. Тимирязева. Работала старшим лаборантом чаеразвесочной лаборатории академии.
Персональный пенсионер союзного значения (1972).

## Награды
- орден Трудового Красного Знамени (07.01.1944)
- Большая золотая медаль ВСХВ (20.02.1940) — за сбор в 1938 году 10905 килограммов зелёного чайного листа и сбор в среднем в день 145 килограммов чайного листа.